# Viola brachyceras
Viola brachyceras Turcz. – gatunek roślin z rodziny fiołkowatych (Violaceae). Występuje naturalnie w Rosji (w Jakucji, Buriacji, Kraju Chabarowskim, Kraju Nadmorskim oraz obwodach amurskim, czytyjskim, irkuckim i magadańskim), Mongolii oraz północno-wschodnich Chinach. 

## Morfologia
PokrójBylina dorastająca do 6 cm wysokości, tworzy kłącza.
LiścieBlaszka liściowa ma owalnie sercowaty kształt. Mierzy 1–5 cm długości, jest karbowana na brzegu, ma sercowatą nasadę i wierzchołek od tępego do spiczastego. Ogonek liściowy jest nagi i ma 20 mm długości. Przylistki są strzępiaste.
KwiatyPojedyncze, wyrastające z kątów pędów. Mają działki kielicha o owalnie lancetowatym kształcie. Płatki są odwrotnie jajowate i mają białą barwę, płatek przedni jest z purpurowymi żyłkami, wyposażony w obłą ostrogę.
OwoceTorebki mierzące 6 mm długości, o jajowatym kształcie.